# وایتینگهام نورث‌آمبرلند
وایتینگهام نورث‌آمبرلند (به انگلیسی: Whittingham) یک روستا و محله مدنی در بریتانیا است که در نورث‌آمبرلند واقع شده‌است. وایتینگهام نورث‌آمبرلند ۵۲۵ نفر جمعیت دارد.